# بيدراتاخادا
بلدية بيدراتاخادا (بالإسبانية: Piedratajada) هي بلدية تقع في مقاطعة سرقسطة التابعة لمنطقة أراغون شمال شرق إسبانيا.

## الديموغرافيا
بلغ عدد سكان بلدية بيدراتاخادا 147 نسمة عام 2011 (وفقاً للمعهد الوطني الإسباني للإحصاء).
| 200 | 142 | 157 | 170 | 167 | 152 | 147 |